# Smith & Wesson Модель 22A
Smith & Wesson Модель 22A — самозарядний пістолет який випускали у Голтоні, Мен. Модель 22A є повнорозмірним пістолетом на рамі з алюмінієвого сплаву. Сталевий ствол має інтегровану планку Вівера (схожа на планку Пікатінні).
Цей пістолет має дві особливості: Вмонтовану планку по верхньому краю зброї, що дозволяє легко монтувати оптичні приціли та інші аксесуари. Корпус зі сплаву і ствол з кожухом зі сплаву допомагають знизити вагу повнорозмірного пістолета..

## Конструкція
Модель 22A є курковим самозарядним пістолетом під набій .22 калібру. Закритий ударник обертається в рамці, вдаряє по бойку у затворі, який б'є по фланцю набою. Для першого пострілу треба відтягнути назад і відпустити затвор, після кожного пострілу УСМ викидає стріляну гільзу, зводить курок і підхоплює новий набій із магазина та досилає його у камору. Курок зводиться автоматично, а натискання на спусковий гачок спускає його. В результаті для такої дії потрібна менша сила для натискання на спусковий гачок на відміну від пістолетів подвійної дії, де спусковий гачок повинен звести спочатку курок, а потім спустити його.
З лівого боку рами розташовано запобіжник, таким чином стрілець може керувати ним великим пальцем правої руки. Стандартним прицілом є цільовий приціл Партриджа, де цілик є регульованим. Мушка інтегрована в кожух стволу і не є змінною або регульованою. Надійне заряджання набоїв у камору забезпечує вбудований в казенну частину жолоб.
Пізніші моделі отримали запобіжник магазина, який не давав змоги вести вогонь поки магазин повністю не вставлено. Це допомогло запобігти випадковим пострілам, особливо при чистці.
Засувка магазина розташована на передній частині руків'я, що дозволяє легко користуватися як правшам так і шульгам. Проте таке розташування є проблемою для людей з малими руками, оскільки вони не можуть охопити руків'я і кінчиками пальців можуть випадково натиснути кнопку засувки.
Щоб розібрати пістолет достатньо натиснути кнопку в передній частині і від'єднати ствол від рамки. Це допомагає швидко змінити ствол, наприклад коли потрібен ствол з оптичним прицілом, тощо.
Пістолет випускають зі стволами різної довжини (4", 51⁄2«, 7»), різними цільовими руків'ями та кольором рамок (сіра або чорна). Версія з неіржавної сталі (на відміну від вороненої сталі) має назву 22S.